# Valdetórtola
Valdetórtola är en kommun i Spanien.   Den ligger i provinsen Provincia de Cuenca och regionen Kastilien-La Mancha, i den centrala delen av landet, 140 km öster om huvudstaden Madrid. Antalet invånare är 173. Arean är 103 kvadratkilometer.
Terrängen i Valdetórtola är kuperad åt nordväst, men åt sydost är den platt.